# كينيكسيا
كينيكسيا "Kinexia" (تعني في اليونانية: حركة) هي شركة مدرجة في السوق سوق الأسهم الإلكترونية في البورصة الإيطالية ومقريها في ميلانو ولندن.
.
تعمل الشركة في تطوير وتنفيذ أنشطة قطاع الطاقات المتجددة وذالك من خلال التصميم والإنشاء والإدارة للنظم الخاصة بمجالات توليد الطاقة من مصادر الضوء والرياح والكتل الحيوية والغاز الحيوي والتدفئة المركزية وفعالية الطاقة.

## نبذات تاريخية
الشركة المساهمة Kinexia S.p.A. (كان إسمها في السابق Schiapparelli 1824 S.p.A.) كانت بين أولى الشركات المدرجة في البورصة. ومع مرور السنوات قامت الشركة بتغيير نشاط أعمالها من الأدوية إلى مستحضرات التجميل/التغذوية.
في يوليو/تموز من عام 2008 قام Pietro Colucci، وهو رجل أعمال ذو خبرة تمتد لثلاثون عاماً في مجال الاقتصاد الأخضر، بشراء الشركة المساهمة Schiapparelli S.p.A. من خلال الشركة المساهمة Allea S.p.A. حيث شرع في تحويل الأعمال إلى الطاقات المتجددة وقام بتسميتها Kinexia S.p.A..
في عام 2011 كان ميلاد القابضة Sostenya، مجموعة متكاملة تعمل في مجال الطاقات المتجددة والبيئة، وهي المجموعة التي تمثل شركتي Kinexia و Waste Italia جزء منها.
بحلول نهاية شهر نوفمبر/تشرين الثاني من عام 2012، قامت Kinexia بالتصديق على الخطة الصناعية 2013-2015، مؤكدةً على خطوط الأعمال في مجالات الطاقة المستخلصة من العمليات الزراعية والتدفئة المركزية باستخدام توربينات الرياح/ توربينات الرياح الصغيرة ومصادر الضوء على الأسقف وفعالية الطاقة، مع التركيز على قطاع البيئة وعلى التدويل.
في يوم 3 أبريل/نيسان من عام 2014 قامت Kinexia والشركة التي تتولى الرقابة عليها وهي Sostenya بالتصديق على صهرهما معاً وذالك بدمج Sostenya في Kinexia S.p.A. والتصديق كذالك على خطة العمل الصناعية المشتركة 2014-2018 التالية للانصهار.
.
من خلال الشركة المساهمة Innovatec S.p.A. وهي شركة خاضعة لرقابة Kinexia ومدرجة في سوق الإستثمار البديل "AIM" بإيطاليا، بدأت Gruppo Kinexia مشروع أسمته ’’Smart‘‘، وهو مشروع يعتمد على الطرح في سوق الشركات والأفراد الإيطالي والعالمي لشبكات ذكية "Smart Grid"، كفاءة استخدام الطاقة وتخزينها.
في عام 2014 حصلت Kinexia على شهادة نظم الإدارة للمسؤولية الاجتماعية للشركات SR10 من شبكة الشهادات الدولية IQNet وأصبحت أول شركة إيطالية مدرجة في البورصة تحصل على شهادة من هيئة دولية توثِّق التزامها من حيث المسؤوليات الاجتماعية للشركات.

## Kinexia في المملكة المتحدة
مع افتتاح مكتب لندن قررت Kinexia دعم تواجد المجموعة على المستوى الدولي ودعم وزيادة العلاقات في مجال التمويل على الساحة الدولية والإستثمارات الخاصة كذالك لجذب المستثمرين الجدد المحتملين، علاوة على تنمية ورصد مسارها في التدويل بمناطق أوروبا الشرقية والشرق الأوسط والاتحاد السوفيتي السابق وأفريقيا الشمالية وأمريكا اللاتينية.

## Kinexia في الإمارات العربية المتحدة
شرعت Kinexia في عملية إستكشافية للأسواق الدولية، مقدمة نفسها كشريك لمشغلين هامين في قطاعي الطاقة والبيئة بمناطق جنوب البحر الأبيض المتوسط وبين تركيا وشمال أفريقيا وفي الشرق الأوسط والخليج العربي، فضلاً عن تحاورها مع شركات تعمل بمجالي التمويل والتكنولوجيا في الشرق الأقصى (الصين على وجه التحديد).
في عام 2013 حققت Gruppo Kinexia مسارها نحو التدويل من خلال التأسيس في الإمارات العربية المتحدة (U.A.E.) للشركة ذات المسؤولية المحدودة Kinexia Renewable Energy LLC التي نشأت عبر الشراكة بين راشد خلف الحبتور (Gruppo Rashid Al Habtoor Holdings) و Kinexia.

## Kinexia في الصين
في يوم 13 يونيو/حزيران من عام 2014، قامت Kinexia بالتوقيع على مذكرة تفاهم بقيمة 30 مليون دورلار مع Gruppo CECEP وذالك لإنجاز مشروع مشترك لمعالجة المياه والمخلفات الصناعية بالمنطقة الصينية في Yuyao. خلال نفس المناسبة، قامت Kinexia بالتوقيع على إتفاق مشروع مشترك "joint venture" بقيمة 25 مليون دولار مع شركة Zhejiang Media، وهو مشروع يهدف إلى إنجاز وإدارة نُظم ومصانع لإنتاج الطاقة المنبثقة عن أنظمة استعادة الطاقة من الحمآت الصناعية الموجودة في حي النسيج الواقع في جنوب جمهورية الصين الشعبية.